# General Electric F414
Le General Electric F414 est un Turboréacteur à double flux avec postcombustion et faible taux de dilution de 98 kN de poussée fabriqué par GE Aviation. Dérivé du modèle F404 qui propulse le McDonnell Douglas F/A-18 Hornet, le F414 est utilisé dans le Boeing F/A-18E/F Super Hornet. Ce moteur a été développé à partir du prototype F412 sans postcombustion, prévu pour motoriser le McDonnell Douglas A-12 Avenger II avant que le projet soit annulé.

## Design et développement

### Origines
Ce moteur succède au moteur F404.

## Variantes

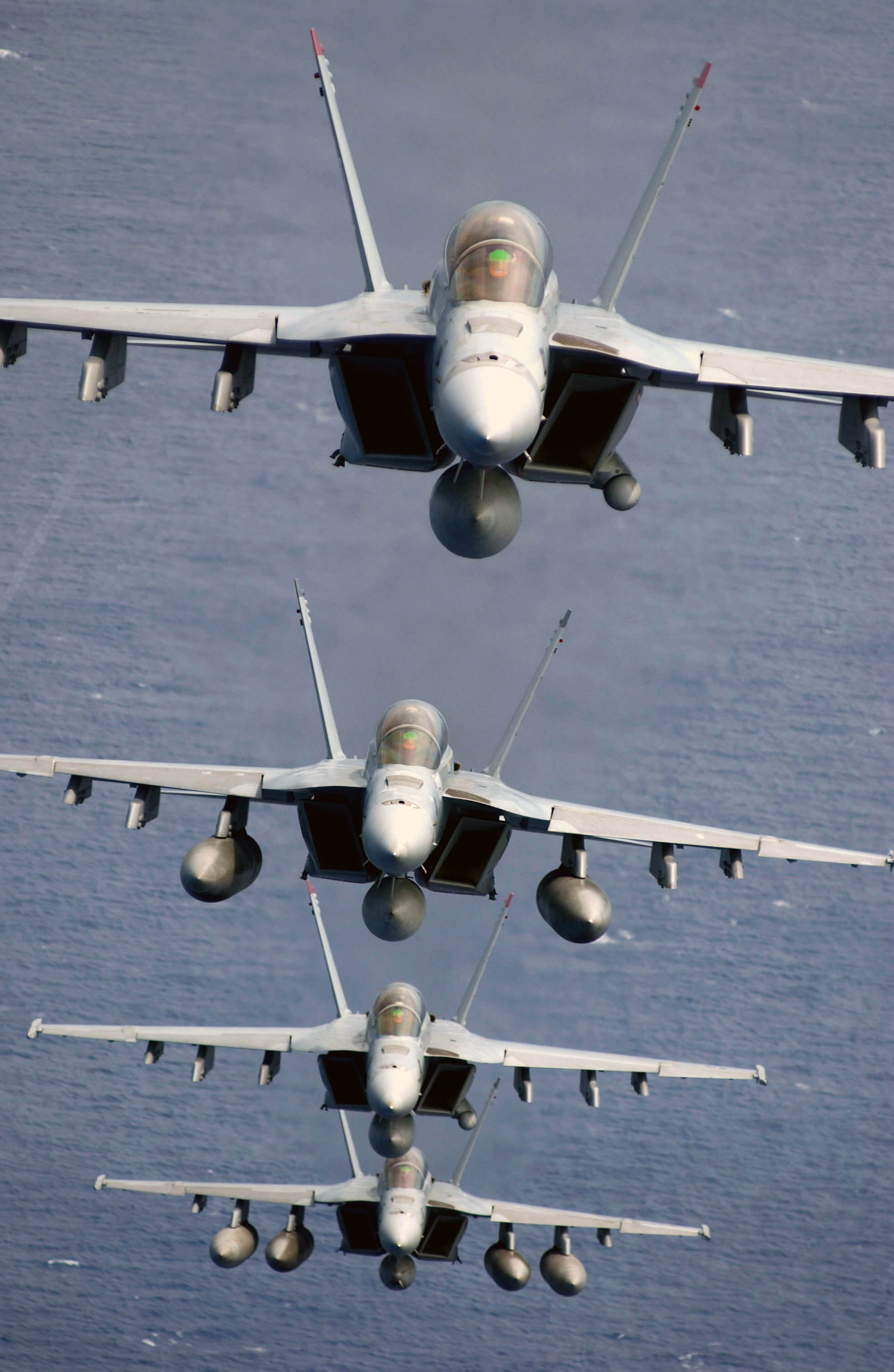
F/A-18 Super Hornets, chaque appareil est propulsé par deux F414-GE-400.

F414-GE-400
  Équipe le Boeing F/A-18E/F Super Hornet. Elle a aussi été proposée pour propulser le F-117N, variante navale du F-117 Nighthawk. Ce moteur possède un FADEC et des techniques de refroidissement plus modernes qui augmentent la performance et la durée de vie du moteur.
F414-EDE
"Enhanced Durability Engine" ou "EDE", comporte une turbine haute pression  (HPT - High Pressure Turbine) et un compresseur haute pression (HPC - High Pressure Compressor) améliorés. La turbine a été révisée pour supporter des températures plus importantes, et comprend des modifications aérodynamiques. Le compresseur a été simplifié, passant de sept étages à seulement six. Ces changements ont pour objectif de réduire le SFC de 2 % et de tripler la longévité des composants.
F414-EPE
"Enhanced Performance Engine" ou "EPE", comporte un nouveau cœur (HPC), ainsi qu'une turbine et un compresseur redessiné. Elle offre jusqu'à 20 % de poussée supplémentaire, soit environ 26 400 livres (120 kN), ce qui se traduit par un ratio poids/poussée de 11:1.
F414M
Utilisée sur l'avion d'entrainement EADS Mako/HEAT. C'est une version où la poussée sèche a été réduite à  12 500 livres (55,6 kN) et la poussée "humide" à 16 850 livres (75 kN).  Elle a été proposée pour équiper la version internationale du T-50, mais a finalement été remplacée par une version standard du F414,.
F414G
Équipe le démonstrateur Saab JAS 39 Gripen. La principale modification consiste à faire fonctionner le moteur seul, le Gripen étant un monoréacteur, par opposition au biréacteur F/A-18. Le Gripen a atteint la vitesse de supercroisière de Mach 1,2 grâce à ce moteur.
F414BJ
Proposée pour le Dassault Falcon SSBJ (SuperSonic Business Jet). Poussée projetée : 12 000 livres (53 kN) sans post-combustion,.
F414-GE-INS6
L'agence indienne de développement aéronautique (Aeronautical Development Agency) a sélectionné le F414-GE-INS6 pour propulser le chasseur national HAL Tejas Light Combat Aircraft (LCA) Mk II, qui équipe l'Indian Air Force. L'Inde a commandé 99 moteurs en octobre 2010. Il produit plus de poussée que les versions antérieures, et comporte un Full Authority Digital Electronic Control (FADEC). Le F414-GE-INS6 aura six étages. Les moteurs seront livrés en 2013.
F414-GE-39E
Nouvelle évolution du  F414G pour le Saab JAS-39E/F Gripen.
F414 Enhanced Engine (moteur amélioré)
Les avancées du moteur F414 amélioré comprennent les avancées déjà acquises sur les moteurs de la famille F414 afin de fournir une augmentation de la poussée de 18 % avec une fiabilité améliorée pour la flotte de F/A-18E/F Super Hornet et EA-18G Growler. Ces améliorations offrent de nouvelles possibilités quant aux scénarios de guerre électronique du futur avec une vitesse ascensionnelle améliorée. Ce moteur a aussi une plus grande puissance pour répondre aux demandes en énergie électrique grandissantes.

## Applications
- Boeing F/A-18E/F Super Hornet
- Boeing EA-18G Growler
- EADS Mako/HEAT (abandonné)
- HAL Tejas Mark II[12]
- KAI KF-21 Boramae[17]
- Lockheed Martin X-59 QueSST (F414-GE-100[18])
- Saab Gripen Demo/NG